# Унико Маннинга
Унико Маннинга (нем. Unico Manninga; 1529 — 28 апреля 1588) — восточнофризский хофтлинг (вождь) из рода Маннинга.

## Биография

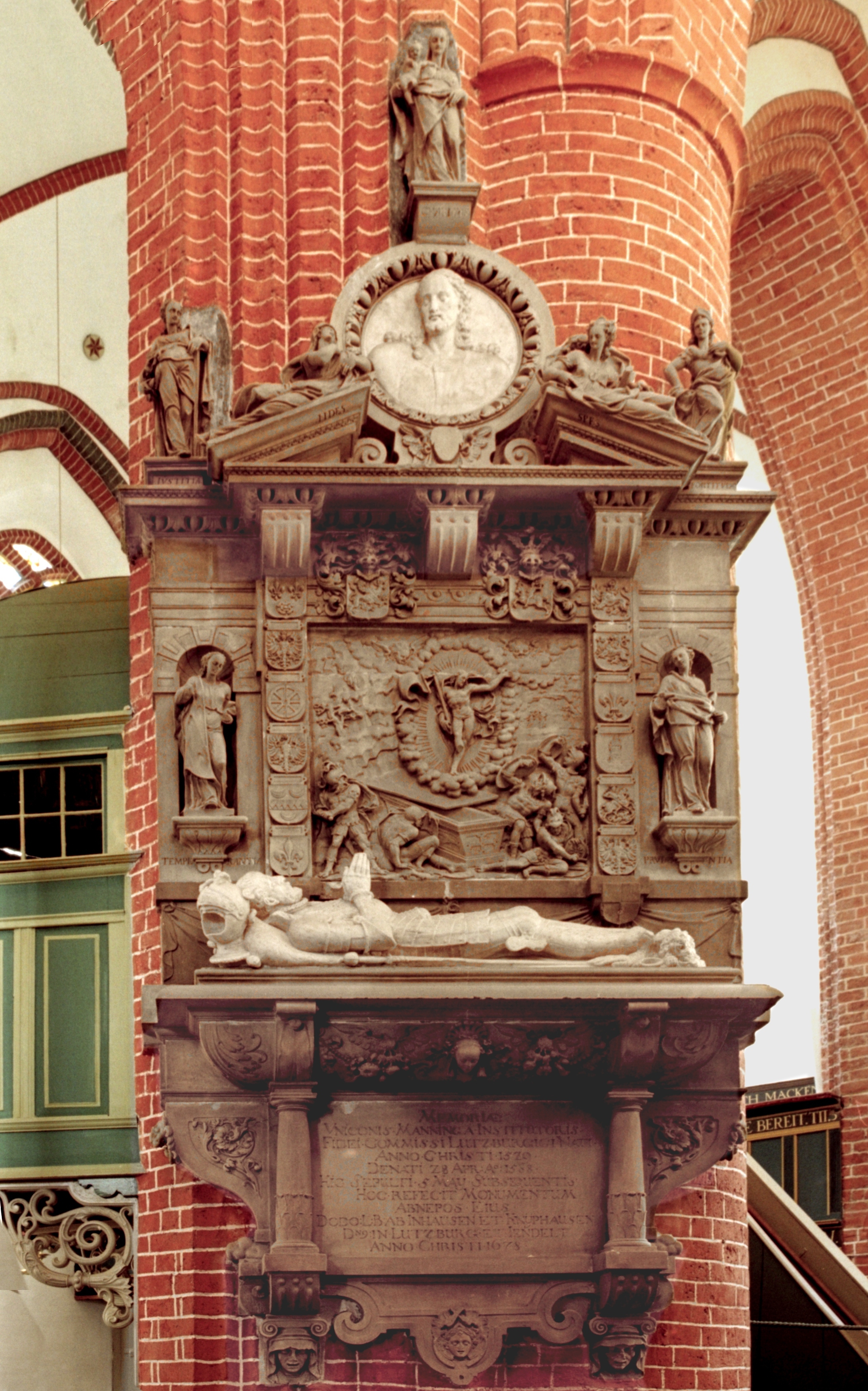
Гробница Унико Маннинги в церкви святого Людгера в Нордене

Унико происходил из лютетсбургской ветви рода Маннинга. Вероятно, он родился в замке Лютесбург в 1529 году и был младшим из 14 детей Додо Маннинги и Софии Рипперда и назван в честь Унико Рипперды, своего деда по материнской линии. Он был первым фризским хофтлингом, получившим звание имперского барона, и, таким образом, принадлежал к имперской знати. Когда Додо Маннинга умер в 1533 году, Унико было всего четыре года, поэтому опекунство взял на себя восточнофризский граф Энно II. Вернувшись из образовательной поездки в Италию, Унико в 1549 году поступил в Виттенбергский университет, где познакомился с сыновьями Мартина Лютера, которые передали ему копию Нового Завета с примечаниями Лютера. С 1551 года Унико учился на юридическом факультете Падуанского университета в Италии.
В 1553 году он женился на Химе Бойнгес и, таким образом, стал обладателем сеньории Гёденс. Хима умерла в 1557 году, и год спустя Унико продал Гёденс своему зятю за 11 000 гульденов. Затем он использовал вырученные средства, чтобы купить Лютетсбург у своего брата. В 1562 году Унико женился во второй раз. Его невестой была Адельхейд фон Бракель из Гелдерна.
В 1564 году Унико от имени графа отправился в качестве переговорщика в сопровождении Вильгельма Гнафеуса в Лондон, где ему удалось заключить сделку по поставкам английского сукна в Эмден. В 1565 году граф назначил его своим дростом в Эмдене. Во время восстания в Нидерландах против Филиппа II Унико не только предоставил убежище многим голландским религиозным беженцам в Эмдене, но также предложил убежище до 30 семьям в своей резиденции. Как сторонник кальвинистской доктрины, он не смог преодолеть растущие противоречия между домом графа и населением накануне Эмденской революции, поэтому он отказался от должности дроста в 1570 году.
В 1581 году он женил свою единственную дочь Химу на Вильгельме цу Инн- унд Книпхаузен. После смерти Унико в 1588 году Лютесбург перешел во владение семьи Книпхаузен (сегодня графы Иннхаузен и Книпхаузен), которые до сих пор являются владельцами замка Лютетсбург с его парком и лесом. Унико Маннинга нашёл свое последнее пристанище в церкви Святого Людгера в Нордене, где позже в его честь была установлена мраморная эпитафия.